# Семків Ростислав Андрійович
Ростисла́в Андрі́йович Се́мків (нар. 6 червня 1975, Тернопіль) — український письменник, літературознавець, літературний критик, перекладач, видавець, доцент Національного університету «Києво-Могилянська Академія».

## Життєпис
У 1992 — закінчив Тернопільську школу № 3.
У 1992—1997 — здобув ступінь бакалавра у Тернопільському державному педагогічному університеті (нині національний) за спеціальністю «Вчитель української мови та літератури, англійської мови».
У 1997—1999 — навчався на магістерській програмі «Філологія. Теорія, історія української мови та компаративістика» у Національному університеті «Києво-Могилянська академія».
У 1999—2002 — аспірант Національного університету «Києво-Могилянська академія».
У 2002 — захистив дисертацію за спеціальності 10.01.06. Теорія літератури на тему «Іронія як принцип художнього структуротворення», отримав ступінь кандидата філологічних наук.
З 2013 року — докторант за спеціальністю «Теорія літератури».
Трудова діяльність:
Від 2001 року — старший викладач, а пізніше — доцент кафедри літературознавства Національного університету «Києво-Могилянська академія».
Викладає курси «Теорія літератури», «Вступ до компаративістики», «Новітні методи інтерпретації», «Сатира і гумор у європейських літературах», «Література американського кіберпанку».
Від 2003 року — директор видавництва «Смолоскип».
Стажувався в Гарвардському університеті, у Верховній Раді України, у Комітеті з питань свободи слова та інформації.
Член журі «Книга року ВВС—2012».
Автор наукових статей у фахових періодичних виданнях, часописі «Критика» та газеті «Дзеркало тижня», оглядів і рецензій на літературному порталі «ЛітАкцент» та в журналі «Український тиждень».
Автор художніх та наукових перекладів (романів «Білі зуби» Зеді Сміт (у співавторстві з Наною Куликовою), «Все ясно» Джонатана Сафрана Фоера, монографії «Західний канон» Гарольда Блума (у співавторстві з Ольгою Радомською та ін.).
Був членом Комітету з Національної премії України імені Тараса Шевченка (в 2016—2019 р.).
Член Українського ПЕН.

## Нагороди
Лауреат видавництва «Смолоскип» (у номінаціях «Проза» (1998) та «Есеїстика» (1999)).
За професійні досягнення відзначений грамотою Президента НаУКМА.

## Цікаві факти
У 2010—2011 роках мав відеоблог на сайті «Телекритика».
Кредо: Ceci n'est pas une pipe!
Порада студентам для досягнення успіху: Щоб ефективно працювати, треба ефектно відпочивати!
Особистості, які вплинули на формування як людини / науковця / фахівця:
- Сократ;
- Еразм Ротердамський;
- Мігель де Сервантес;
- Джером Клапка Джером;
- батьки і п'ятеро наукових керівників.

Книга, яку рекомендує прочитати: П. Слотердайк, «Критика цинічного розуму»
Захоплення: література, фотографія, мультиплікація, вікторіанство, інтернет-блоги, черепахи, ваганти, фламандський живопис, готика.
Футбол: вболіває за команду «Динамо Київ».

### Книжки
- Фраґменти: Літературознавчі есе. — К.: Смолоскип, 2001. — 84 с.
- Іронічна структура. Типи іронії в художній літературі. — К., Видавничий дім «Києво-Могилянська академія», 2004.
- Методичні особливості викладання курсу «Основи компаративістики». Навчально-методичний посібник. — К.: Смолоскип, 2015. — 74 с. ISBN 978-617-7173-36-5
- Ростислав Семків. Як писали класики: поради, перевірені часом. — Київ : «Pabulum», 2016. — 240 с. — 6000 прим. — ISBN 978-966-97615-0-7.[4]
- Ростислав Семків. Як читати класиків. — Київ : «Pabulum», 2018. — 288 с. — ISBN 978-966-97790-1-4.
- Ростислав Семків. Уроки короля жахів: Як писати горор. — Київ : «Pabulum», 2020. — 184 с. — ISBN 978-966-97971-4-8.
- Ростислав Семків. Пригоди української літератури (від романтизму до постмодернізму). — Київ : «Темпора», 2023. — 688 с. — ISBN 978-617-569-634-7.

### Друковані статті
- Своєрідність стрілецької поезії як українського національного міфу // Наукові записки НаУКМА. — Т. 4. — Філологія. — 1998. — С. 18—24.
- Шлях до українського бестселеру — постмодерний вихід // Art Line. — 1998. — №. 7-8. — С. 88—89.
- Шевченків «Сон» («У всякого своя доля»): діалогічність, карнаваль-ність // Слово і Час. — 1999. — № 7. — С. 56—59.
- Ловець ароматів: про роман П. Зюскінда «Парфумер» // Критика. — 1999. — Ч. 8. — С. 24—27. (у співавторстві з С. Матвієнко).
- «Słówka» Тадеуша Желенського-Боя та перформенс театру «Zielony Balonik»: іронізм авангарду // НаУКМА. Серія «Маґістеріум». Випуск другий. Літературознавчі студії. — К.: Академія, 1999. — С. 98—103.
- Бунтівливий лорд (Байрон і про нього) // Art Line. — 1999. — № 3. — С. 77—79.
- Вогонь, вода і мідні плати: про літературу кіберпанку // Art Line. — 1999. — № 5—6. — С. 76—77.
- Постмодернізм та іронія (типологізація нетипового) // Слово і Час. — 2000. — № 6. — С. 6—12.
- Структура роману В. Земляка «Лебедина зграя» // Наукові записки НаУКМА. — К.: Академія, 2000. — С. 68—73.
- Риторика та іронія у новелістиці Івана Франка // Наукові записки НаУКМА. — К.: Академія, 2001. — С. 24—27.
- Б/Ж: Богдан Жолдак «Бог буває» // Література плюс. — 2001. — Ч. 1. — С. 6.
- Іронія непокірної структури (Іздрик «Подвійний Леон») // Критика. — 2001. — Ч. 5. — С. 28—30.
- Філософські аспекти конструювання персонажів в українській прозі 90-х років ХХ — початку ХХІ ст. // Людина в часі: філософські аспекти української літератури ХХ–ХХІ ст. Колективна монографія, К., 2010.
- Національні стереотипи в літературі американського кіберпанку: на матеріалі романів В. Ґібсона та Н. Стівенсона // Наукові записки НаУКМА. — Т. 98. Філологічні науки. — К., 2009.
- Спокій у Перестилі // Леся Українка. Драми та інтерпретації. — К., 2011.
- Нові теорії, нові імена. Передмова // Надлітературність. Сучасна західна теорія. — К., 2012.
- Доросла муза Василя Стуса. Вступне слово // Василь Стус. Вибрані твори. — К., 2012.
- Про Оксану Забужко // Літературна дефіляда. Сучасна українська критика про сучасну українську літературу. — К., 2012.
- Творчість Юрія Андруховича у контексті стильових пошуків української літератури кінця ХХ ст. // Після постмодернізму? — К., 2012.
- Юрій Винничук як центральна постать галицької бурлескної літератури // Після постмодернізму? — К., 2012.
- Парадокси постмодерної іронії та стильова параноя сучасної української літератури // Іронія. Збірник статей. — Л., 2006.
- Філософські аспекти конструювання персонажів в українській прозі 90-х років ХХ — початку ХХІ ст. // Людина в часі: філософські аспекти української літератури ХХ–ХХІ ст. Колективна монографія. — К., 2010.

### Електронні публікації
- http://tyzhden.ua/
- http://litakcent.com/
- http://gazeta.dt.ua/
- Відеоблог «Шалені авторки»